# بامبا (وجبة خفيفة)
بامبا هي وجبة خفيفة بطعم زبدة فول سوداني من إنتاج شركة أوسم الإسرائيلية.
تعتبر بامبا من أكثر الوجبات الخفيفة مبيعاً في إسرائيل، حيث تمثل مبيعاتها حوالي 25% من سوق الوجبات الخفيفة الإسرائيلي.